# Canton de Sainte-Suzanne (Mayenne)
Pour les articles homonymes, voir Canton de Sainte-Suzanne.
Le canton de Sainte-Suzanne est une ancienne division administrative française située dans le département de la Mayenne et la région Pays de la Loire. Le canton faisait partie de la communauté de communes des Coëvrons.

## Géographie
Ce canton était organisé autour de Sainte-Suzanne dans l'arrondissement de Laval. Son altitude variait de 57 m (Saint-Pierre-sur-Erve) à 286 m (Torcé-Viviers-en-Charnie) pour une altitude moyenne de 127 m. Ce territoire occupe le centre de l'ancienne Charnie.

## Histoire
Le territoire où s'étendait  le canton de Sainte-Suzanne fut occupé par les premiers hommes.
La préhistoire a laissé elle aussi des traces tangibles :
Au Moyen Âge, le canton connut une activité militaire intense, particulièrement dans la commune Chef-lieu, Sainte-Suzanne :
Des monuments et châteaux témoignent du riche passé de cette région :
À signaler aussi le pont piétons de Saint-Pierre-sur-Erve, Petite cité de caractère, et la chapelle de Perrine Dugué à Saint-Jean-sur-Erve.

## Tourisme
La commune de Sainte-Suzanne est classée station verte depuis 1974, petite cité de caractère depuis 1995, fait partie du Pays d'art et d'histoire Coëvrons-Mayenne depuis 2005, est également classée depuis 2011 commune touristique, village fleuri (Prix du Patrimoine des Pays de la Loire 2011) et fait partie des Plus beaux villages de France depuis 2010. Elle a reçu en 2009 le diplôme national de la Société pour la protection des paysages et de l'esthétique de la France, et en 2011 le label européen Terra in[cognita] pour le Camp de Beugy. En 2013, elle est choisie pour représenter la région des Pays de la Loire, dans l'émission de France 2 Le Village préféré des Français.
Les communes de Saint-Pierre-sur-Erve et Saulges, situées dans la vallée de l'Erve à proximité des grottes de Saulges, sont également classées Petites cités de caractère.

## Représentation
La loi du 22 décembre 1789 prescrit la création dans chaque département d'une assemblée composée de 36 membres élus : le Conseil de département. Mais celui-ci est supprimé par la loi du 14 frimaire An II (4 décembre 1793). Il sera rétabli sous le nom de conseil général par la loi du 28 pluviôse An VIII (17 février 1800). Cependant, les membres n'en sont plus élus mais nommés par le gouvernement. Ce n'est qu'en 1833 que les conseils généraux deviendront à nouveau des corps élus, au suffrage censitaire. L'élection au suffrage universel ne sera instituée qu'après la loi du 3 juillet 1848. Le canton a été supprimé par la loi de 2014 et ses communes rattachées au canton de Meslay-du-Maine.

### Conseillers généraux de 1833 à 2015
| Période | Période           | Identité                                                                                        | Étiquette        | Qualité |
| ------- | ----------------- | ----------------------------------------------------------------------------------------------- | ---------------- | --- |
| 1833    | 1848              | Jean-Jacques Dumoulinet                                                                         |                  | Juge de paix, maire de Sainte-Suzanne |
| 1848    | 1852              | Louis Morin                                                                                     |                  | Avocat, procureur de la République à Mamers, puis conseiller à la Cour d'Angers |
| 1852    | 1865              | Victor-Augustin Jarry-Desloges                                                                  |                  | Propriétaire, maire de Vaiges |
| 1865    | 1874              | Théodore-Jean Couléard-Julliettrie                                                              |                  | Propriétaire, maire de Sainte-Suzanne (1865-1879) |
| 1874    | 1886 (annulation) | Antonin Prévost                                                                                 | Droite           | Licencié en droit, propriétaire à Laval, conseiller d'arrondissement |
| 1886    | 1887              | Annulation de l'élection des Élections cantonales de 1886, avec un nouveau scrutin en mai 1887. |                  | |
| 1887    | 1900 (décès)      | Anatole Édouard Robert                                                                          | Républicain      | Avocat, maire de Vaiges, sous-préfet de Segré (Maine-et-Loire) |
| 1900    | 1901 (décès)      | Louis Heuzey                                                                                    | Républicain      | Industriel, député (1898-1901) |
| 1901    | 1903              | Pierre Heuzey, élu mais invalidé                                                                | Républicain      | Avocat à Paris, député de la Mayenne (1901-1902) puis de la Nièvre (1910) |
| 1903    | 1904              | Pierre Heuzey                                                                                   | Républicain      | Avocat à Paris, député de la Mayenne (1901-1902) puis de la Nièvre (1910) |
| 1904    | 1916 (décès)      | François Ribay                                                                                  | Républicain      | Agriculteur, maire de Viviers-en-Charnie |
| 1916    | 1919              |                                                                                                 |                  | siège vacant |
| 1919    | 1940              | Édouard Schmitt                                                                                 | RG               | Agriculteur, maire de Viviers-en-Charnie, nommé conseiller départemental en 1943                                                                                                   |
|         |                   |                                                                                                 |                  | |
| 1945    | 1951              | Paul-Alexis Daguier                                                                             | Rad.             | Agent d'assurances, maire de Vaiges, ancien conseiller d'arrondissement |
| 1951    | 1962 (décès)      | Lucien Simon                                                                                    | DVD              | Agriculteur, maire de Torcé-en-Charnie |
| 1962    | 1982              | Victor Julien                                                                                   | MRP puis DVD     | Agriculteur, maire de Thorigné-en-Charnie |
| 1982    | 1994              | Maurice Pilon (1924-2005)                                                                       | DVD              | Maire de Torcé-Viviers-en-Charnie (1974-2001) |
| 1994    | 2015              | Marc Bernier                                                                                    | RPR puis UMP, RS | Chirurgien-dentiste, suppléant du député Henri de Gastines de 1997 à 2002, député de 2002 à 2012, maire de Vaiges de 1995 à 2016, vice-président du conseil général de 1994 à 2015 |

### Conseillers d'arrondissement (de 1833 à 1940)
| Période                                  | Période      | Identité                                      | Étiquette   | Qualité |
| ---------------------------------------- | ------------ | --------------------------------------------- | ----------- | --- |
| 1833                                     | 1836         | Julien Pierre Ollivier                        |             | Notaire à Sainte-Suzanne                                                                                    |
| 1836                                     | 1842         | Maurice Rubillard                             |             | Juge de paix à Montsûrs, ancien notaire à Sainte-Suzanne                                                    |
| 1842                                     | 1864         | Émile Prévost                                 |             | Maire de Blandouet                                                                                          |
| 1864                                     | 1874         | Antonin Prévost                               | Droite      | Licencié en droit, propriétaire à Laval                                                                     |
| 1874                                     | 1880         | Auguste Eugène Ravault-Dumoulinet (1813-1888) |             | Propriétaire à Sainte-Suzanne                                                                               |
| 1880                                     | 1886         | Jules-Henri Lancelin                          |             | Notaire à Vaiges                                                                                            |
| 1886                                     | 1895         | François Ribay                                | Républicain | Propriétaire, maire de Viviers                                                                              |
| 1895                                     | 1899 (décès) | Charles Albert Nory                           | Républicain | Médecin, maire de Sainte-Suzanne                                                                            |
| 1899                                     | 1904 (décès) | Louis Pierre Maline (1824-1904)               |             | Greffier de la justice de paix, maire de Sainte-Suzanne                                                     |
| 1904                                     | 1913         | Ferdinand Portier                             | Républicain | Maire de Vaiges                                                                                             |
| 1913                                     | 1940         | Paul-Alexis Daguier (1873-1955)               | Radical     | Instituteur puis agent d'assurances, adjoint puis maire de Vaiges                                           |
| 1940                                     |              |                                               |             | Les conseils d'arrondissement ont été suspendus par la loi du 12 octobre 1940 et n'ont jamais été réactivés |
| Les données manquantes sont à compléter. |              |                                               |             | |

Source : Répertoire numérique des annuaires administratifs de la Mayenne. https://archives.lamayenne.fr/archives-en-ligne/ead.html?id=FRAD053_2NUM242&c=FRAD053_2NUM242_e0000017&qid=

Le canton participait à l'élection du député de la deuxième circonscription de la Mayenne.

## Politique
- Élections cantonales 2001, 1er tour :

Inscrits = 3319, Votants = 2483 (74,81 %), Exprimés = 2353 (94,76 %) (Blancs et nuls = 130 (5,24 %)
Marc Bernier (UMP) = 1360 (57,8 %) ; Stanislas Henry (S.E.) 468 (19,89 %), Francis Daligault (PS) 283 (12,03 %), Monique Chaumont (FN) 153 (6,5 %), Guy Coignard (PCF) 89 (3,78 %).
- Élections présidentielles 2007, 2e tour :

Inscrits = 3282, Votants = 2797 (85,22 %), Exprimés = 2678 (Blancs et nuls = 4,44 %)
Nicolas Sarkozy (UMP) = 1675 (62,55 %) ; Ségolène Royal (PS) = 1003 (37,45 %)
- Élections législatives 2007, 2e tour :

Inscrits = 3298, Votants = 1942 (58,88 %), Exprimés = 1863 (Blancs et nuls = 4,24 %)
Marc Bernier (UMP) = 1089 (58,45 %) ; Élisabeth Doineau (UDF-MoDem) = 774 (41,55 %)
- Élections cantonales 2008, 1er tour :

Inscrits = 3294, Votants = 2420 (73,47 %), Exprimés = 2251 (93,62 %) (Blancs et nuls = 169 (6,98 %)
Marc Bernier (UMP) = 1528 (67,88 %) ; Joseph Papion (Gauche unie) = 723 (32,12 %)
- Communauté de communes d'Erve et Charnie, élections 2008 :

Président : Jean-Pierre Morteveille, maire de Sainte-Suzanne, Vice-Présidents : 1/ Marcel Mottais, maire de Saint-Pierre-sur-Erve, 2/ Michel Moussay, adjoint au maire de Vaiges, 3/ Marc d'Argentré, maire de Chammes, 4/ Colette Attrait, adjointe au maire de Torcé-Viviers-en-Charnie.
- Communauté de communes des Coëvrons (depuis le 31 décembre 2012)
  - élections 2012 ; élus issus du canton :

Président : Jean-Pierre Morteveille, maire de Sainte-Suzanne, Vice-Président chargé des solidarités : Marc Bernier, maire de Vaiges, Conseiller délégué aux finances : Roland Gaillard, adjoint au maire de Sainte-Suzanne; conseillère déléguée à la mobilité : Solange Schlegel, maire de Saint-Jean-sur-Erve; conseiller délégué à l'environnement : Jean-Luc Messagué, maire de Saint-Léger.
- - élections avril 2014 ; élus issus du canton :

Président : Jean-Pierre Morteveille, maire de Sainte-Suzanne, Vice-Président chargé de l'environnement : Jean-Luc Messagué, maire de Saint-Léger, Vice-Président chargé de la culture et du patrimoine : François Delatouche, maire de Saint-Pierre-sur-Erve, Conseiller communautaire délégué à la Jeunesse et aux Sports : Daniel Vannier, adjoint au maire de Sainte-Suzanne.
- - élections septembre 2014 ; élus issus du canton :

Vice-président chargé de l'aménagement du territoire : Marc Bernier, maire de Vaiges; vice-président chargé de l'environnement : Jean-Luc Messagué, maire de Saint-Léger, vice-président chargé du tourisme, de la culture et du patrimoine : François Delatouche, maire de Saint-Pierre-sur-Erve, Vice-président chargé des sports : Daniel Vannier, adjoint au maire de Sainte-Suzanne.

## Composition
Le canton de Sainte-Suzanne comptait 4 497 habitants en 2012 (population municipale}) et groupait neuf communes :
- Blandouet ;
- Chammes ;
- Saint-Jean-sur-Erve ;
- Saint-Léger ;
- Saint-Pierre-sur-Erve ;
- Sainte-Suzanne ;
- Thorigné-en-Charnie ;
- Torcé-Viviers-en-Charnie ;
- Vaiges.

À la suite du redécoupage des cantons pour 2015, toutes les communes sont rattachées au canton de Meslay-du-Maine.

### Anciennes communes
La commune de Viviers, absorbée en 1973 par Torcé-en-Charnie, était la seule commune supprimée, depuis la création des communes sous la Révolution, incluse dans le territoire du canton de Sainte-Suzanne. La commune prend alors le nom de Torcé-Viviers-en-Charnie.

## Démographie
| 1812  | 1831  | 1841   | 1851   | 1861   | 1871   | 1881  | 1891  | 1900  |
| ----- | ----- | ------ | ------ | ------ | ------ | ----- | ----- | ----- |
| 8 736 | 9 398 | 10 205 | 10 255 | 10 740 | 10 117 | 9 318 | 8 670 | 8 293 |

| 1962  | 1968  | 1975  | 1982  | 1990  | 1999  | 2006  | 2011  | 2012  |
| ----- | ----- | ----- | ----- | ----- | ----- | ----- | ----- | ----- |
| 4 986 | 4 663 | 4 310 | 4 135 | 4 028 | 4 258 | 4 385 | 4 491 | 4 497 |

Évolution 1861 - 1962 = - 60 % ; Évolution 1900 - 2009 = - 45,7 %; Évolution 1990 - 2009 = + 11,8 %

## Personnages remarquables
- Hubert de Beaumont-au-Maine (° ~1047 - †  1095), vicomte du Maine, seigneur de Sainte-Suzanne au XIe siècle
- Saint Alleaume, ermite du XIe siècle († 1152), fondateur de la chapelle Saint-Nicolas à Torcé-Viviers-en-Charnie et de l'abbaye d'Étival-en-Charnie
- Ambroise de Loré (°~1395 - †1446), gouverneur de Sainte-Suzanne durant la Guerre de Cent Ans
- Guillaume Fouquet de la Varenne (1560 - † 1616), homme d'État français, ministre de Henri IV, constructeur du Château de Sainte-Suzanne (Mayenne)
- Michel Luette (°1566 Blandouet - † 1621), militaire français du XVIIe siècle
- Jean-François Marquis-Ducastel (°1739- † 1829), curé de Sainte-Suzanne et historien
- Claude-Augustin Tercier (ou de Tercier) (° 1752 - † 1823), général dans les armées royales, à la tête des chouans de la Charnie, commandant la division de Vaiges
- Michel Jacquet dit Taillefer (° 1754 - † 1796), chef chouan de la division de Vaiges
- Martial de Savignac (° 1759 - † 1796), curé de Vaiges, fusillé le 10 mai 1796.
- Louis-Jean-Baptiste-Etienne Baguenier Desormeaux (°1761 Chammes - † 1836), chirurgien et militaire lors des guerres de Vendée
- Jean-Charles Baguenier Desormeaux, (°1768, Chammes - † ), chirurgien et militaire lors des guerres de Vendée
- Louis Courtillé dit Saint-Paul (° 1769 - † 1796), chef chouan de la Charnie.
- Jacques Bouteloup dit Va-de-bon-cœur (° 1776 - † 1841 Torcé-Viviers-en-Charnie), chef chouan de la Charnie.
- Perrine Dugué (°1777 Thorigné-en-Charnie - † 1796 Saint-Jean-sur-Erve), surnommée la « Sainte tricolore », ou la « Sainte républicaine »
- Jacques-Ferdinand Prévost (° 1819 - † 1883, enterré à Blandouet), général et historien français
- Joseph Maillard, (° 1822, † 1897), curé de Thorigné-en-Charnie de 1870 à 1890 et historien français, notamment quant aux Grottes de Saulges.
- Félicité-Marie Glétron (° 1830 - † 1905), de Vaiges, institutrice puis militante laïque luttant pour l'égalité de l'enfant devant l'instruction ;
- Émile-Marie Bodinier, (° 1842 Vaiges - †1901), religieux et botaniste français du XIXe siècle
- Eugène Ledrain (°1844 Sainte-Suzanne - †1910), professeur, orientaliste et écrivain français, conservateur au Musée du Louvre.
- Anatole Édouard Robert (° 1845 - † 1900), homme politique, de Vaiges.
- Amand Dagnet (° 1857 - † 1933), instituteur à Sainte-Suzanne, écrivain, folkloriste et poète de la fin du XIXe siècle et du début du XXe siècle
- Jacques Robert (1875-1892), poète, de Vaiges.
- Marc Bernier (° 1943), maire de Vaiges, président de la Communauté de communes d'Erve et Charnie, vice-président du Conseil général, député de la Mayenne
- Sylvain Hairy, sculpteur français du XXe siècle, né à Vaiges

## Jumelage
- Sulzheim (Allemagne) depuis 1967

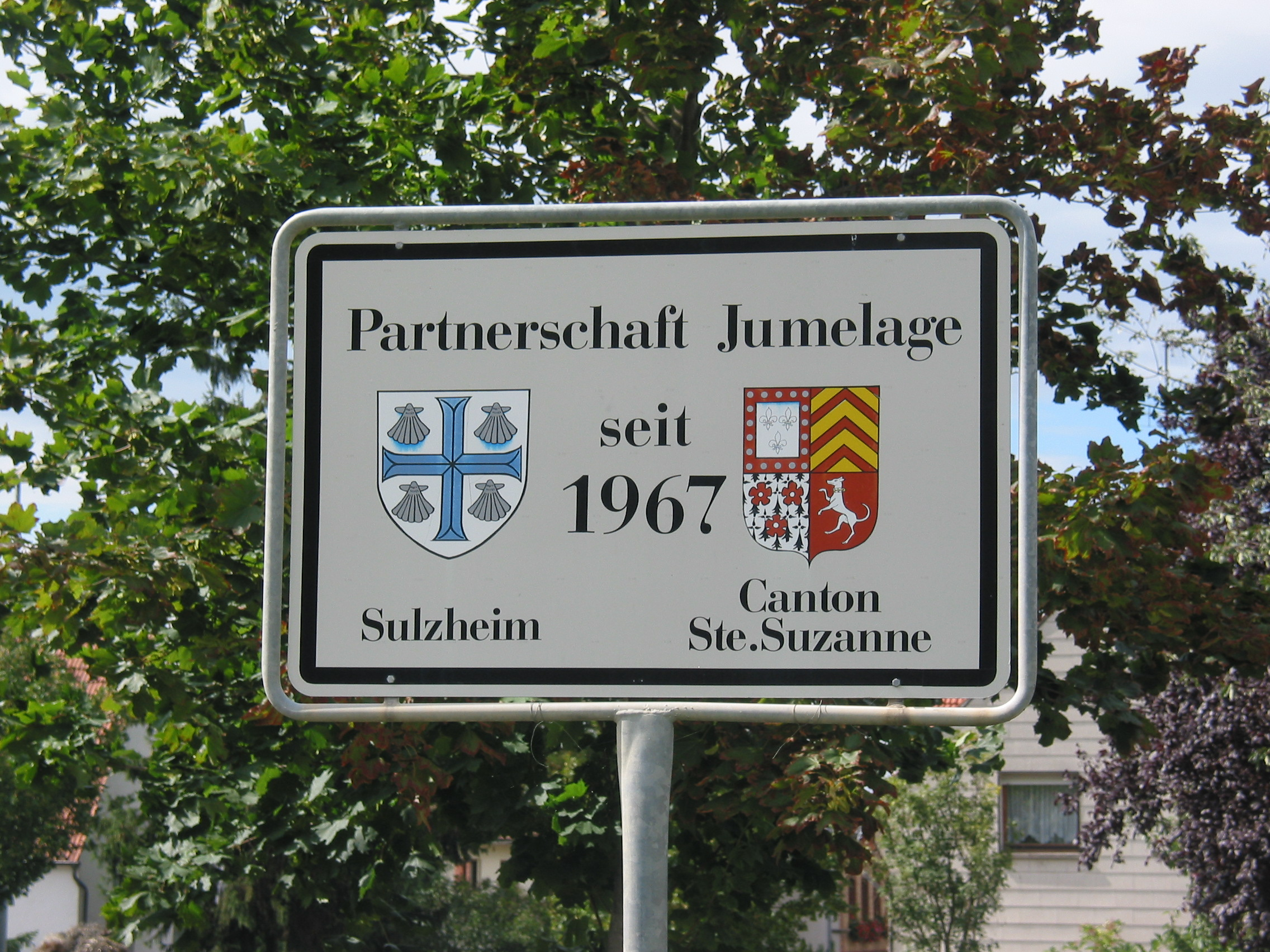
« Partnerschaft/Jumelage seit/depuis 1967 ».

Le jumelage du Canton de Sainte-Suzanne / Communauté de communes d'Erve et Charnie, avec Sulzheim (Rhénanie-Palatinat) a été initié en 1966 par Victor Julien conseiller général, maire de Thorigné-en-Charnie, et Adam Becker, dans la famille duquel Victor Julien avait été prisonnier de guerre de 1940 à 1945. Le premier groupe de jeunes allemands fut reçu à Sainte-Suzanne du 15 au 23 juillet 1967, et l'acte officiel de jumelage fut signé à Sulzheim le 14 juillet 1968. Près de 50 échanges ont eu lieu depuis. Il s'agit du premier jumelage franco-allemand en Mayenne.